# Gerhard Mühlbacher
Gerhard Mühlbacher (* 13. März 1975 in Hallein) ist ein österreichischer Naturbahnrodler, der vor allem im Doppelsitzer erfolgreich ist. Zunächst startete er mit Harald Kleinhofer, mit dem er insgesamt elf Podestplätze in Weltcuprennen sowie den dritten Platz bei der Weltmeisterschaft 2003 erzielte. Zudem wurden sie zweimal Österreichische Staatsmeister. Seit 2005 bildet er mit Christian Schatz ein Doppelsitzerpaar. Sie gewannen bisher mit insgesamt fünf Weltcupsiegen zweimal den Gesamtweltcup, wurden 2007 Weltmeister im Mannschaftswettbewerb und gewannen weitere sieben Medaillen bei Welt- und Europameisterschaften.

## Karriere
Gerhard Mühlbacher startet für den Rodelverein seiner Heimatgemeinde Golling. Zu Beginn seiner Karriere war er sowohl im Einsitzer als auch im Doppelsitzer aktiv. Von 1993 bis 1995 nahm er an drei Junioreneuropameisterschaften teil, wobei er 1993 nur im Doppelsitzer startete und mit Roland Kallan den fünften Platz erreichte und 1994 sowie 1995 nur im Einsitzer teilnahm, wo er Zehnter bzw. Vierzehnter wurde. Im Winter 1997/98 gewann Mühlbacher die Europacup-Gesamtwertungen im Ein- und im Doppelsitzer und er nahm im finnischen Rautavaara erstmals an einer Weltmeisterschaft teil, wo er 16. im Einsitzer wurde und zusammen mit Harald Kleinhofer den vierten Platz im Doppelsitzer erreichte. 

### Doppelsitzer mit Harald Kleinhofer (bis 2004/2005)
Fortan konzentrierte sich Mühlbacher ausschließlich auf den Doppelsitzer. Mit seinem Partner Harald Kleinhofer bildete er bis 2005 ein erfolgreiches Doppelsitzerpaar, das immer wieder vordere Platzierungen im Weltcup und bei internationalen Meisterschaften erreichte, dabei aber nie ganz oben auf dem Podest stand. Ihre ersten Podestplätze im Weltcup gelangen ihnen im Jänner 2000, als sie in Garmisch-Partenkirchen Dritte und eine Woche später in Gummer Zweite wurden. Eine weitere Woche danach erzielten sie bei der Weltmeisterschaft 2000 in Olang den fünften Platz. Im Vorjahr war das Doppel Kleinhofer/Mühlbacher bei der Europameisterschaft 1999 in Szczyrk im ersten Lauf disqualifiziert worden. Im Gesamtweltcup erreichten sie in der Saison 1999/2000 nur den siebenten Platz, weil sie nach der WM nur an einem der drei noch ausstehenden Weltcuprennen teilnahmen, dabei aber nicht ins Ziel kamen. Nach einer längeren Pause – auch an der Weltmeisterschaft 2001 nahmen sie nicht teil – bestritten sie erst im Februar 2001 in Moskau ihr nächstes Weltcuprennen, wo sie gleich wieder den zweiten Platz erreichten. Beim Saisonfinale in Hüttau wurden sie Vierte und damit im Gesamtweltcup der Saison 2000/2001 Neunte. Zudem wurden sie 2001 zum ersten Mal Österreichische Staatsmeister im Doppelsitzer.
In der Weltcupsaison 2001/2002 erreichten Kleinhofer/Mühlbacher zunächst zwei dritte Plätze in Olang und anschließend zwei zweite Plätze im Parallelwettbewerb von Triesenberg und in Umhausen, womit sie zwischenzeitlich an zweiter Stelle im Gesamtklassement lagen. Mit den Rängen sieben und vier in den letzten beiden Wettkämpfen fielen sie aber noch auf Rang vier im Gesamtweltcup zurück. Ebenfalls den vierten Gesamtrang erzielten sie in der folgenden Saison 2002/2003. In diesem Winter waren zwei dritte Plätze in Umhausen und Kindberg ihre besten Weltcupresultate. Nachdem Kleinhofer/Mühlbacher bei der Europameisterschaft 2002 in Frantschach-Sankt Gertraud als Vierte erneut knapp ohne Edelmetall geblieben waren, gewannen sie bei der Weltmeisterschaft 2003 in Železniki hinter ihren Teamkollegen Wolfgang und Andreas Schopf sowie den Russen Pawel Porschnew und Iwan Lasarew, die in diesem Jahr im Gesamtweltcup siegten, die Bronzemedaille. Nach dem ersten der beiden Wertungsläufe waren sie als Vierte wieder knapp hinter den Medaillenrängen gelegen, doch mit der zweitbesten Laufzeit im zweiten Durchgang konnten sie sich noch auf Platz drei verbessern und gewannen damit ihre einzige gemeinsame Medaille bei Welt- und Europameisterschaften. Auch auf nationaler Ebene waren sie erfolgreich, denn im selben Jahr wurden sie zum zweiten Mal Österreichische Doppelsitzer-Staatsmeister.
Die Saison 2003/2004 begannen Kleinhofer/Mühlbacher mit einem zweiten Platz in Olang und dem dritten Rang in Grande Prairie. Danach erzielten sie aber nur noch zwei siebente und einen achten Platz, womit sie Fünfte im Gesamtweltcup wurden. Bei der Europameisterschaft 2004 in Hüttau, ihrem letzten gemeinsamen Großereignis, wurden sie Neunte. In der Saison 2004/2005 nahmen sie nur noch an den beiden Weltcuprennen in Oberperfuss teil, wo sie im ersten Rennen Sechste wurden, im zweiten allerdings ausfielen. Harald Kleinhofer beendete danach seine Karriere und Gerhard Mühlbacher startet seither mit Christian Schatz.

### Doppelsitzer mit Christian Schatz (ab 2004/2005)
Das erste gemeinsame Weltcuprennen bestritten Gerhard Mühlbacher und Christian Schatz am Ende der Saison 2004/2005 in Olang, wo sie den fünften Platz erzielten. Zuvor waren sie bereits im Interkontinentalcup gemeinsam gestartet. Schon im nächsten Winter gelang ihnen der ganz große Durchbruch, als sie mit zwei Siegen in Kindberg und Oberperfuss sowie zwei zweiten, einem dritten und einem vierten Platz mit 15 Punkten Vorsprung auf die Russen Pawel Porschnew und Iwan Lasarew – die ebenfalls in zwei Rennen siegten – den Gesamtweltcup gewannen. Bei der Europameisterschaft 2006 in Umhausen waren aber Porschnew/Lasarew schneller und Schatz/Mühlbacher gewannen mit 1,46 Sekunden Rückstand die Silbermedaille. In der Saison 2006/2007 gewannen Gerhard Mühlbacher und Christian Schatz sogar drei Weltcuprennen – eines in Umhausen und zwei in Moos in Passeier. Zudem wurden sie zweimal Dritte und einmal Neunte, womit sie erneut vor Pawel Porschnew und Iwan Lasarew, diesmal mit einem Vorsprung von 30 Punkten, den Gesamtweltcup für sich entschieden. Bei der Weltmeisterschaft 2007 in Grande Prairie wurden Schatz/Mühlbacher gemeinsam mit Melanie Batkowski und Gernot Schwab Weltmeister im Mannschaftswettbewerb und gewannen hinter den beiden russischen Doppelsitzerpaaren Porschnew/Lasarew und Jegorow/Popow die Bronzemedaille im Doppelsitzer. 
Die Saison 2007/2008 begannen Schatz/Mühlbacher mit drei dritten Plätzen. In der zweiten Saisonhälfte fuhren sie aber in keinem Weltcuprennen mehr auf das Podest und fielen auf Rang vier im Gesamtklassement zurück. Vierte wurden sie auch bei der Europameisterschaft 2008 in Olang. In den nächsten beiden Jahren erzielten sie jeweils nur einen Podestplatz im Weltcup. In der Saison 2008/2009 war dies der dritte Platz in Unterammergau und in der Saison 2009/2010 der dritte Platz beim Weltcupfinale in Garmisch-Partenkirchen, womit sie im Gesamtweltcup auf den sechsten bzw. fünften Platz kamen. Bei der Weltmeisterschaft 2009 in Moos in Passeier wurde sie Siebente im Doppelsitzer und mit Thomas Kammerlander und Tina Unterberger Fünfte im Mannschaftswettbewerb. Bei der Europameisterschaft 2010 in St. Sebastian wurden Schatz/Mühlbacher im Doppelsitzer nur Achte, aber sie gewannen mit Marlies Wagner und Gerald Kammerlander als Team Österreich II die Bronzemedaille im Mannschaftswettbewerb.
Die Saison 2010/2011 begannen Schatz/Mühlbacher mit einem dritten Platz in Nowouralsk, dem weitere drei Top-5-Ergebnisse folgten, ehe sie in den letzten beiden Rennen in Unterammergau und Olang als Zweite wieder auf dem Podest standen, womit sie den dritten Gesamtrang erreichten. Bei der Weltmeisterschaft 2011 in Umhausen verfehlten Schatz/Mühlbacher als Vierte nur knapp eine Medaille im Doppelsitzer. Sie waren lediglich vier Hundertstelsekunden langsamer als die drittplatzierten Andrzej Laszczak und Damian Waniczek. Im Mannschaftswettbewerb gewann das Duo zusammen mit den Einsitzern Melanie Batkowski und Gerald Kammerlander die Silbermedaille. In der Saison 2011/2012 erreichten Schatz/Mühlbacher mit vier dritten Plätzen sowie einem vierten und einem siebten Platz erneut den dritten Gesamtrang im Doppelsitzer-Weltcup. Dritte wurden sie auch bei der Europameisterschaft 2012 in Nowouralsk, wo sie außerdem mit Tina Unterberger und Thomas Schopf die Silbermedaille im Mannschaftswettbewerb gewannen.

## Erfolge

### Weltmeisterschaften
- Rautavaara 1998: 16. Einsitzer, 4. Doppelsitzer (mit Harald Kleinhofer)
- Olang 2000: 5. Doppelsitzer (mit Harald Kleinhofer)
- Železniki 2003: 3. Doppelsitzer (mit Harald Kleinhofer)
- Grande Prairie 2007: 3. Doppelsitzer (mit Christian Schatz), 1. Mannschaft
- Moos in Passeier 2009: 7. Doppelsitzer (mit Christian Schatz), 5. Mannschaft
- Umhausen 2011: 4. Doppelsitzer, 2. Mannschaft

### Europameisterschaften
- Frantschach 2002: 4. Doppelsitzer (mit Harald Kleinhofer)
- Hüttau 2004: 9. Doppelsitzer (mit Harald Kleinhofer)
- Umhausen 2006: 2. Doppelsitzer (mit Christian Schatz)
- Olang 2008: 4. Doppelsitzer (mit Christian Schatz)
- St. Sebastian 2010: 8. Doppelsitzer (mit Christian Schatz), 3. Mannschaft
- Nowouralsk 2012: 3. Doppelsitzer (mit Christian Schatz), 2. Mannschaft

### Junioreneuropameisterschaften
- Rautavaara 1993: 5. Doppelsitzer (mit Roland Kallan)
- Längenfeld 1994: 10. Einsitzer
- Saint-Marcel/Fénis 1995: 14. Einsitzer

### Weltcup
- 2× Gesamtweltcupsieg im Doppelsitzer in den Saisonen 2005/2006 und 2006/2007
- 2× 3. Rang im Doppelsitzer-Gesamtweltcup in den Saisonen 2010/2011 und Naturbahnrodel-Weltcup 2011/2012
- 33 Podestplätze, davon 5 Siege:

| Datum            | Ort              | Land       | Disziplin    |
| ---------------- | ---------------- | ---------- | ------------ |
| 15. Jänner 2006  | Kindberg         | Österreich | Doppelsitzer |
| 11. März 2006    | Oberperfuss      | Österreich | Doppelsitzer |
| 4. Februar 2007  | Umhausen         | Österreich | Doppelsitzer |
| 9. Februar 2007  | Moos in Passeier | Italien    | Doppelsitzer |
| 11. Februar 2007 | Moos in Passeier | Italien    | Doppelsitzer |

### Österreichische Meisterschaften
- Österreichischer Staatsmeister im Doppelsitzer 2001 und 2003